# The Black Demon
The Black Demon (spanska: El Demonio Negro) är en mexikansk-dominikansk skräckfilm från 2023. Filmen är regisserad av Adrian Grünberg med manus av Carlos Cisco och Boise Esquerra. I huvudrollen ses Josh Lucas.  Filmen är baserad på den mexikanska legenden om den svarta demonen, en svart haj som sägs finnas vid den mexikanska kusten.
Filmen hade biopremiär i Sverige den 19 maj 2023, utgiven av Noble Entertainment.

## Handling
Filmen kretsar kring  Paul Sturges som åker på semester till Bahia Azul med sin familj. Från havets djup dyker en enorm och vad man trodde en sedan lång tid utdöd megalodon upp.

## Rollista (i urval)
- Josh Lucas – Paul Sturges
- Fernanda Urrejola – Inés
- Héctor Jiménez – Chocolatito
- Julio Cedillo – Chato
- Raúl Méndez – El Rey
- Edgar Flores
- Venus Ariel – Audrey Sturges.
- Jorge A. Jiménez – Junior
- Omar Patin – hamnchef
- Carlos Solórzano – Tommy